# Pseudoeconesus paludis
Pseudoeconesus paludis is een schietmot uit de familie Oeconesidae. De soort komt voor in het Australaziatisch gebied.